# Аигарс Шкеле
Аигарс Шкеле (лет. Aigars Šķēle; Рига, 4. децембар 1992) летонски је кошаркаш. Игра на позицијама плејмејкера и бека, а тренутно наступа за Стал Остров Вјелкополски. Његов старији брат Армандс такође је кошаркаш.

## Биографија
За сениорску репрезентацију Летоније наступио је на Европском првенству 2017. године.

## Успеси

### Клупски
- Валмијера:
  - Првенство Летоније (1): 2015/16.

- Вентспилс:
  - Првенство Летоније (2): 2017/18.

- ВЕФ Рига:
  - Првенство Летоније (1): 2020/21.